# Кейп-Баррен
Кейп-Баррен (англ. Cape Barren, палава-кані Truwana) — острів в архіпелазі Фюрно в протоці Басса. Розташований на північний схід від узбережжя острова Тасманія. На північ від острова Кейп-Баррен розташований найбільший острів архіпелагу Фюрно — острів Фліндерс. Чисельність населення у 2021 році становила 64 особи.

## Географія

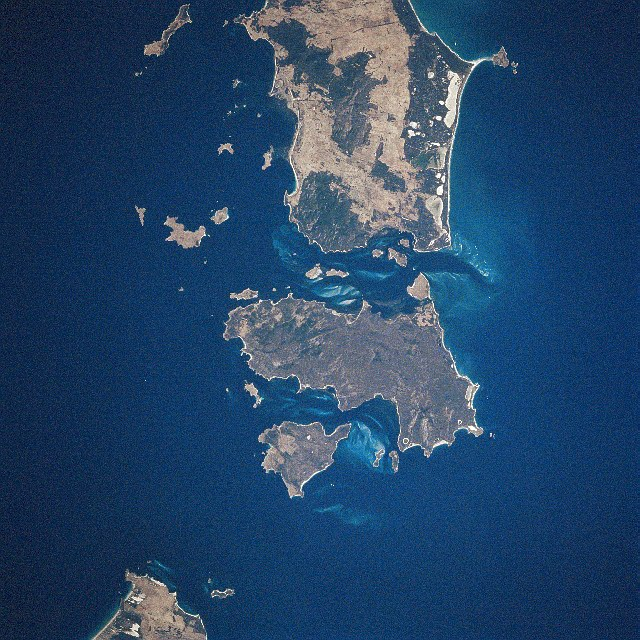
Космічний знімок острова

У ландшафті острова переважають рівнинні або горбисті низовини, а також гранітні гори девонського періоду. На узбережжі розташовані піщані пляжі зі скелястими обривами. На сході острова — дюни та болота. Середня висота гір Кейп-Барр — 500—600 метрів над рівнем моря. Найвища точка острова — гора Манро (687 м). Площа — 478,4 км².
Рослинний покрив острів представлений переважно вересовими пустками, які в значній мірі схильні до пожеж.
На Кейп-Баррені вперше був помічений єдиний в Австралії місцевий вид гусака — лат. Cereopsis novaehollandiae.

## Історія
Перше поселення на Кейп-Баррені з'явилося на початку XIX століття, коли європейські мисливці на тюленів привезли на острів жінок-аборигенів з острова Тасманія, які повинні були стати вимушеними працівниками і дружинами. У 1850-х роках основним заняттям місцевих мешканців замість промислу тюленів стало розведення овець, а самі мешканці вели змішаний уклад життя: в ньому простежувалися риси європейців та аборигенів.
З 1866 року мешканці Кейп-Барр просили передати острів у общинну земельну власність на підставі їх аборигенних коренів. Однак їхні прохання постійно відхилялися. Замість цього в 1881 році тут була заснована резервація, в якій жило 80 осіб. Згідно з Законом про резервацію на острові Кейп-Баррен  1912 року мешканці острова визнавалися аборигенами. Однак в 1951 році згідно з політикою держави по асиміляції тубільців цей закон був скасований, і населення знову було визнано некорінним.
У період з 1940-х по 1970-і роки через безробіття та політики уряду по асиміляції велика частина мешканців Кейп-Барр була змушена переселитися на інші острови в протоці Басса. Наразі на ньому існує невелике поселення чисельністю 64 особи (2021 рік), в якому є школа, пошта, невеликі ясла, магазин та англіканська церква. Злітно-посадкова смуга Кейп-Баррен розташована приблизно за 3 км від поселення, де також є невелика пристань.